# Themba Mnguni
Themba Mnguni est un footballeur sud-africain né le 16 décembre 1973 à Pretoria. Il évoluait au poste de défenseur.

## Carrière
- 1995-2000 : Mamelodi Sundowns  Afrique du Sud
- 2000-2005 : Supersport United  Afrique du Sud
- 2005-2006 : Orlando Pirates  Afrique du Sud
- 2006-2007 : AmaZulu FC  Afrique du Sud

Il a également joué dans l'Équipe d'Afrique du Sud à la Coupe du monde de 1998.

## Sélections
- 14 sélections et 0 but avec l'Afrique du Sud entre 1988 et 2006.